# Hypsiscopus
Hypsiscopus es un género de serpientes de la familia Homalopsidae. Se distribuyen por el Sudeste Asiático y Célebes.

## Especies
Se reconocen las siguientes:
- Hypsiscopus indonesiensis Hamidy, Zakky, Fitriyana & Endarwin, 2023.[2]

- Hypsiscopus matannensis (Boulenger, 1897).
- Hypsiscopus plumbea (Boie, 1827).